# Rote Staaten und blaue Staaten

Ergebnis der Präsidentschaftswahl 2020 nach Bundesstaaten
Mehrheit für Joe Biden (Demokraten)
Mehrheit für Donald Trump (Republikaner)
^{1} Maine vergab eine Wahlmännerstimme an Trump und die anderen drei an Biden, Nebraska eine Stimme an Biden und die anderen vier an Trump.

Rote Staaten und blaue Staaten ist eine in den Vereinigten Staaten gebräuchliche Unterscheidung der Bundesstaaten nach ihren politischen Mehrheiten bei der Präsidentschaftswahl. Bundesstaaten mit einer Mehrheit für den Kandidaten der Republikanischen Partei werden als rote Staaten bezeichnet, solche mit einer Mehrheit für den Kandidaten der Demokratischen Partei als blaue Staaten. Diese Parteifarben werden auch für die graphische Darstellung der Wahlergebnisse verwendet. 
Die Bezeichnung wurde zuerst von Kommentatoren während der laufenden Berichterstattung zu der Präsidentschaftswahl 2000 mit sehr knappem Ausgang und im Zusammenhang mit dem lange umstrittenen Wahlergebnis verwendet, wird aber inzwischen in der politischen Berichterstattung in den Vereinigten Staaten regelmäßig gebraucht. Außerhalb der Wahlberichterstattung beziehen sich die Begriffe nicht allein auf das Ergebnis der letzten Wahl, sondern auf das gewöhnliche Stimmverhalten der Wählerschaft bei Wahlen in den zurückliegenden Jahrzehnten, insbesondere bei Präsidentschaftswahlen. Staaten, die keiner Partei eindeutig zurechenbar sind, werden Swing States oder Purple-States (Wechselstaaten – symbolisiert durch die Farbe Lila als Mischung aus rot und blau) genannt.

## Unterteilung in rote Staaten und blaue Staaten

Zusammenfassung der Ergebnisse der Präsidentschaftswahlen 2008, 2012, 2016 und 2020:
vier Wahlsiege für die Demokraten
drei Wahlsiege für die Demokraten
jeweils zwei Wahlsiege für beide Parteien
drei Wahlsiege für die Republikaner
vier Wahlsiege für die Republikaner

Ausschlaggebend für die Einteilung in rote und blaue Staaten sind in erster Linie die Ergebnisse der Präsidentschaftswahlen, da hier im gesamten Land über dieselben Personen abgestimmt wird. Die Kongresswahlen haben geringeres Gewicht, weil in den Staaten und den Wahlbezirken zum Repräsentantenhaus die Persönlichkeiten der lokalen Kandidaten eine große Rolle spielen.
Bei den Wahlen in jüngerer Zeit hat sich herauskristallisiert, dass rote Staaten sich vor allem im Süden finden (dem konservativ-evangelikalen „Bible Belt“) sowie in den Staaten der Great Plains und entlang der Rocky Mountains (den so genannten Mountain States). Blaue Staaten liegen vor allem im Nordosten (z. B. Neuengland und New York), im Gebiet der Großen Seen sowie entlang der Westküste.
Eine genauere Untersuchung durch eine feinere Unterteilung der Staaten, etwa in Distrikte oder Countys, gibt Aufschluss über die eigentliche Problematik, die der pauschalen Einstufung in blaue Staaten und rote Staaten zugrunde liegt. Das Wahlverhalten unterscheidet sich zumeist weniger zwischen den verschiedenen Staaten als politischen Einheiten, sondern vielmehr besteht eine Spaltung zwischen ländlichen und städtischen Gebieten. 
Rote Staaten und blaue Staaten unterscheiden sich auch durch demografische Faktoren wie den Anteil der Schwarzen an der Bevölkerung. Die Mehrheit der roten Staaten zeichnet sich durch einen hohen Anteil ländlicher Gebiete aus, und die Landwirtschaft ist dort häufig ein wichtiger Wirtschaftszweig. Blaue Staaten sind tendenziell eher städtisch geprägt, dort leben auch größere Anteile an ethnischen und/oder religiösen Minderheiten.
Demzufolge sind starke rote Staaten Alaska, Idaho, Kansas, Nebraska, Oklahoma, North Dakota, South Dakota, Utah und Wyoming, die alle seit 1964 nicht mehr an einen demokratischen Präsidentschaftskandidaten gefallen sind. Auch in Alabama, Mississippi, South Carolina und Texas erhielt seit der Präsidentschaftswahl 1976 kein demokratischer Kandidat die Mehrheit.
Starke blaue Staaten sind Minnesota, Illinois, Kalifornien, Oregon, Washington, Hawaii, New Jersey, New York, Maryland, Connecticut, Massachusetts, Vermont und Rhode Island. Hinzu kommt Washington D. C., das, obwohl die Hauptstadt kein eigener Bundesstaat ist, eigene Wahlmänner bestimmt. Obwohl einige dieser Staaten in den 1980er-Jahren für republikanische Kandidaten stimmten (insbesondere bei der Präsidentschaftswahl 1984, als Ronald Reagan 49 Staaten für sich gewann und nur Minnesota sowie der District of Columbia für Walter Mondale stimmten), haben sich seit der Präsidentschaftswahl 1992 hier stets demokratische Kandidaten durchgesetzt.

Wahlresultate 1856–2004, mit Rot für die Republikaner und Blau für die Demokraten

Historisch gesehen ist die Einteilung in Bastionen der Republikaner und Demokraten langfristigen und oft tiefgreifenden Änderungen unterworfen. Diese können aus demografischen und kulturellen Gründen resultieren, aber auch aus Veränderungen der Ausrichtung der Parteien.
So wurde der Norden in der Zeit nach dem Bürgerkrieg von den Republikanern dominiert, die damals die progressivere der beiden Parteien war. Der ländlich-konservative Süden galt nach Ende des Bürgerkrieges als Bastion der Demokraten (Solid South).
Im Laufe des 20. Jahrhunderts kehrte sich die politische Ausrichtung um, mit Franklin D. Roosevelts New-Deal-Politik rückten die Demokraten nach links. 
Als die Partei sich in den 1960er Jahren unter Lyndon B. Johnson mit der afroamerikanischen Bürgerrechtsbewegung solidarisierte und die Rassentrennungsgesetze durch den Civil Rights Act zu Fall brachte, verlor sie im Süden an Stimmen; gleichzeitig begann das Wachstum der evangelikalen Freikirchen, die meist mit den mittlerweile konservativeren Republikanern assoziiert sind – nur die Südstaatler Jimmy Carter und Bill Clinton konnten seither für die Demokraten einige Staaten des Tiefen Südens gewinnen.
Der Mittlere Westen ist gespalten. Indiana wählte von 1968 bis 2004 durchgehend republikanische Präsidentschaftskandidaten, 2008 jedoch Obama. Auch das sehr landwirtschaftlich geprägte Iowa galt lange als Hochburg der Republikaner, in letzter Zeit eher als Swing State (1988, 1992, 1996, 2000, 2008 und 2012 erhielten die demokratischen Kandidaten die Wahlmänner des Staats). Insbesondere Staaten mit ausgeprägten städtischen Gebieten, etwa Illinois mit Chicago, Michigan mit Detroit, Wisconsin mit Milwaukee und Minnesota mit Minneapolis-St. Paul hingegen sind Hochburgen der Demokraten. Dabei ist Wisconsin sowohl 2000 als auch 2004 nur knapp an die Demokraten gegangen, da die ländlichen Gebiete des Staates mit einem hohen Stimmenanteil für George W. Bush stimmten.
Auch lokale Wanderungsbewegungen können die Farbgebung der politischen Landschaft verändern. So trug das Ausgreifen der Vororte von Washington, D. C., in den Bundesstaat Virginia dazu bei, dass dieser traditionelle Südstaat mittlerweile nicht mehr als verlässlich republikanisch, sondern als Wechselstaat gilt.
Die Einteilung in rote und blaue Staaten setzt sich nicht zwangsläufig bei anderen Wahlen fort. Bei Wahlen zum Senat ist oft die Persönlichkeit der Kandidaten ausschlaggebend. Außerdem passen sich die Parteien bei der Aufstellung der Kandidaten häufig den lokalen politischen Gegebenheiten an. So stellen die Demokraten in roten Staaten häufig deutlich konservativere Kandidaten auf, um Chancen zu haben; umgekehrt gilt das für die Republikaner: 2009 konnte ihr Kandidat Scott Brown eine Senatsnachwahl im „blauen“ Massachusetts gewinnen. 2014 gewann hier auch der liberale Republikaner Charlie Baker die Wahl zum Gouverneur. 
Bei Wahlen zum Repräsentantenhaus sind die Grenzen der Wahlkreise wichtiger als die der Staaten, so dass z. B. ländliche Regionen „blauer“ Staaten häufig republikanische Abgeordnete wählen; umgekehrt gilt dies z. B. für Wahlkreise mit hohem Minderheitenanteil in „roten“ Staaten. Noch weniger gilt die Einteilung für Wahlen innerhalb eines Staates wie Gouverneurswahlen und Wahlen zu den Parlamenten der Einzelstaaten. Gerade im Süden gibt es „tiefrote“ Staaten, die auf Staatsebene lange demokratisch dominiert waren.

## Ursprünge der Bezeichnung
Vor den Präsidentschaftswahlen im Jahre 2000 gab es keine einheitliche Farbgebung bei der Wahlberichterstattung, um die Wahlerfolge der verschiedenen Parteien in den USA graphisch darzustellen. Die Praxis, unterschiedliche Farben zu verwenden, wurde weitgehend mit der Einführung des Farbfernsehens in den 1960er-Jahren begonnen und zum Standard, als auch Tageszeitungen dazu übergingen, Mehrfarbdruck zu verwenden. Hinsichtlich des politischen Systems in den Vereinigten Staaten, im Wesentlichen ein Zweiparteiensystem, lag die Verwendung der drei in der Flagge der Vereinigten Staaten vorkommenden Farben nahe. Weiß wurde somit für noch nicht entschiedene Staaten eingesetzt.
Zunächst allerdings wurde durch die Graphiker – allerdings nicht aller Fernsehsender – Rot zur Verdeutlichung von Bundesstaaten verwendet, in denen die Demokraten erfolgreich waren, und Blau für die Republikaner. Demzufolge kommentierte bei der Präsidentschaftswahl 1984 David Brinkley für die NBC den Erdrutschsieg Ronald Reagans in 49 Bundesstaaten als „sea of blue“, ein „Meer von Blau“. Die konkurrierende CBS verwendete in der Zeit Rot für die Republikaner und Blau für die Demokraten, ABC Gelb und Blau. Noch 1996 war Rot die überwiegende Farbe bei der Darstellung für die Demokraten und Blau für die Republikaner.
Erstmals bei der Präsidentschaftswahl 2000 verwendeten jedoch alle wichtigen Fernsehsender einheitlich die blaue Farbe, um den Gewinn eines Staates für die Demokraten zu verdeutlichen und Rot für die Republikaner. Vermutlich deswegen und infolge des wochenlangen Streites über das Wahlergebnis im Bundesstaat Florida, der dazu führte, dass die Karten, auf denen die Bundesstaaten entsprechend dem Wahlergebnis eingefärbt waren, länger als üblich in der aktuellen Berichterstattung zu sehen waren, begannen Journalisten einzelne Bundesstaaten als blaue Staaten oder rote Staaten zu bezeichnen. Das Prägen des Begriffs wird insbesondere dem NBC-Journalisten Tim Russert zugeschrieben. Robert Kuttner vermutet, dass damit der Eindruck vermieden werden sollte, dass Demokraten etwas mit der roten Farbe linker Bewegungen zu tun hätten (vergleiche Red Scare).
Bei den Wahlen zum US-Repräsentantenhaus 2006 machte sich das Wahlkampfkomitee der Demokraten die inzwischen im Bewusstsein verankerte Farbgebung zu eigen, als es die Wahlkampfkampagne als Red to Blue Program bezeichnete. Obwohl sowohl Republikaner als auch Demokraten keine Parteifarbe führen und es keine offizielle Legitimation der Bezeichnung gibt, verwenden Medien das Farbschema auf breiter Front.
Für internationale Beobachter ist die Wahl der Farben unschlüssig, da im größten Teil der Welt Rot eher Parteien repräsentiert, die Interessen der Arbeiter und der Liberalen vertritt (also etwa der Demokraten in den Vereinigten Staaten) und Blau weitgehend konservative Parteien symbolisiert (in den Vereinigten Staaten also eher die Republikaner). In Kanada hat die Liberal Party seit Jahrzehnten die Farbe Rot verwendet und die Conservative Party die Farbe Blau; die Ausdrücke Liberal red und Tory blue sind dort weitverbreitet. In Deutschland verwenden die Medien für Landkarten mit den Ergebnissen einzelner Wahlkreise die Farbe Rot für die SPD und Blau für die AfD. Auch im Vereinigten Königreich wird die Labour Party durch eine rote Rose symbolisiert, während die britischen Konservativen traditionell mit der Farbe Blau verbunden werden. In den Vereinigten Staaten steht blue collar allerdings für die arbeitende Bevölkerung, die zumeist die Demokraten unterstützt.
Eine Verwendung der Farben Rot für die Republikaner und Blau für die Demokraten erfolgte zum ersten Mal bei Wahlen in Texas im Jahre 1870, um den nicht der englischen Sprache mächtigen spanischsprachigen Wählern die Stimmabgabe zu erleichtern.

## Auswirkungen auf den Präsidentschaftswahlkampf
Da die meisten Staaten ihre Wahlmänner für die Wahl des Präsidenten en bloc für den Sieger innerhalb des jeweiligen Staates entsenden, steht das Ergebnis in klar roten oder blauen Staaten weitgehend fest, so dass dort kaum Wahlkampf stattfindet. Die Wahlen werden in den Swing States entschieden, so dass sich Wahlwerbung und Wahlkampfauftritte weitgehend auf diese Staaten konzentrieren.

## Kritik an der Unterscheidung

Ergebnis der Präsidentschaftswahl 2016 nach Countys:
Mehrheit für Trump
Mehrheit für Clinton

Von Kritikern einer Unterscheidung von roten und blauen Staaten wird bemängelt, dass diese Unterscheidung nur aufgrund des Winner-takes-all-Prinzips möglich ist und eine andere Auswertung, etwa nach Countys, ein anderes Bild ergäbe. Außerdem ist zu beobachten, dass in Abweichung zum Ergebnis bei den Präsidentschaftswahlen sich die Wähler oft bei den Wahlen der Gouverneure oder Senatoren völlig anders entscheiden.
Der spätere US-Präsident Barack Obama kritisierte vor der Präsidentschaftswahl 2004 in seiner Grundsatzrede bei der Democratic National Convention die Aufspaltung des Landes in rote und blaue Staaten durch politische Journalisten, die ihn auf einen Schlag berühmt machte. Claus Leggewie sah darin das Versprechen einer versöhnenden Präsidentschaft, die „eine Vision ethnisch-kultureller Farbenblindheit, politischer Überparteilichkeit und Ausdruck eines Verfassungspatriotismus“ lieferte.

## Belege
1. ↑  Artikel red state/blue state. In: William Safire: Safire’s Political Dictionary. Neuauflage. Oxford University Press, Oxford, New York 2008, S. 613.
2. ↑  Robert Kuttner: Time to Retire “Red States” and “Blue States”. In: RobertKuttner.com, 30. Juli 2018.
3. ↑  Siehe etwa Robert Kuttner: Time to Retire “Red States” and “Blue States”. In: RobertKuttner.com, 30. Juli 2018.
4. ↑  Claus Leggewie: »Yes, we couldn’t«. Barack Obamas erfolgreiches Scheitern. In: Blätter für deutsche und internationale Politik. Nr. 11, 2016, S. 49–60.